# Cronologia da pandemia de COVID-19 em junho de 2022
Este artigo documenta a cronologia e epidemiologia do vírus SARS-CoV-2 em junho de 2022, o vírus que causa a COVID-19 e é responsável pela pandemia de COVID-19. Os primeiros casos humanos da COVID-19 foram identificados em Wuhan, China, em dezembro de 2019.

## Cronologia

### 1 de junho
Relatório Semanal da OMS:
- O Brasil ultrapassa 31 milhões de casos de COVID-19. [2]
- O Canadá registrou 3.972 novos casos, elevando o total para 3.873.163.[3]
- A Malásia registrou 1.809 novos casos, elevando o número total para 4.508.319. Há 1.911 recuperações, elevando o número total de recuperações para 4.449.593. Há duas mortes, elevando o número de mortos para 35.678.[4]
- A Nova Zelândia registrou 8.271 casos, elevando o número total para 1.170.815. Existem 8.235 recuperações, elevando o número total de recuperações para 1.120.936. Há 12 mortes, elevando o número de mortos para 1.185. Há 48.739 casos ativos (502 na fronteira e 48.237 na comunidade).[5]
- A Coreia do Norte registrou 93.180 novos casos, elevando o número total para 3.738.810. O número de mortos é de 70.[6]
- Singapura registrou 3.577 novos casos, elevando o número total para 1.306.871.[7]
- A Tailândia registrou 4.563 novos casos diários, elevando o número total para 4.455.020. 28 mortes foram relatadas, elevando o número de mortos para 30.050. [2]
- Os Estados Unidos da América ultrapassam 86 milhões de casos.
- O treinador de críquete australiano e ex-jogador de críquete Andrew McDonald testou positivo para a COVID-19 e perderá o início da turnê pelo Sri Lanka.[8]

### 2 de junho
- O Canadá registrou 5.097 novos casos, elevando o total para 3.878.670.[9]
- A Malásia registrou 1.877 novos casos, elevando o número total para 4.510.196. São 1.715 recuperações, elevando o número total de recuperações para 4.451.308. Há duas mortes, elevando o número de mortos para 35.680.[10]
- A Nova Zelândia registrou 7.965 novos casos, elevando o número total para 1.178.816. Existem 7.665 recuperações, elevando o número total de recuperações para 1.128.601. 11 mortes foram relatadas, elevando o número de mortos para 1.197. Há 49.064 casos ativos (520 na fronteira e 48.544 na comunidade).[11]
- A Coreia do Norte registrou 96.610 novos casos, elevando o número total para 3.835.420. O número de mortos é de 70.[12]
- Singapura registrou 3.745 novos casos, elevando o número total para 1.310.616.[13]
- O duque de Iorque, príncipe Andrew, testou positivo para a COVID-19.[14]
- A presidente do Congresso Nacional Indiano, Sonia Gandhi, testou positivo para a COVID-19.[15]

### 3 de junho
- O Canadá registrou 1.430 novos casos, elevando o total para 3.880.100.[16]
- A Malásia registrou 1.844 novos casos, elevando o número total para 4.512.040. Há 2.005 recuperações, elevando o número total de recuperações para 4.453.313. Há uma morte, elevando o número de mortos para 35.681.[17]
- A Nova Zelândia registrou 6.301 novos casos, elevando o número total para 1.185.151. Existem 6.953 recuperações, elevando o número total de recuperações para 1.135.554. Há 12 mortes, elevando o número de mortos para 1.210. Há 48.434 casos ativos (501 na fronteira e 47.933 na comunidade).[18]
- A Coreia do Norte registrou 82.160 novos casos, elevando o número total para 3.917.580. O número de mortos é de 70.[19]
- Singapura registrou 3.233 novos casos, elevando o número total para 1.313.849.[20]

### 4 de junho
- O Canadá registrou 901 novos casos, elevando o total para 3.881.003.[21]
- A Malásia registrou 1.591 casos, elevando o número total para 4.513.631. Há 2.185 recuperações, elevando o número total de recuperações para 4.455.498. Há cinco mortes, elevando o número de mortos para 35.685.[22]
- A Nova Zelândia registrou 6.374 novos casos, elevando o número total para 1.191.560. Há 6.442 recuperações, elevando o número total de recuperações para 1.141.996. Há nove mortes, elevando o número de mortos para 1.221. Existem 48.392 casos ativos (526 na fronteira e 47.866 na comunidade).[23]
- A Coreia do Norte registrou 79.110 novos casos, elevando o número total para 3.996.690. Outra morte foi confirmada mais tarde, elevando o número de mortos para 71.[24]
- Singapura registrou 2.879 novos casos, elevando o número total para 1.316.728. Três novas mortes foram relatadas, elevando o número de mortos para 1.392.[25]
- A consorte monegasca Charlene testou positivo para a COVID-19.[26]

### 5 de junho
- O Canadá registrou 710 novos casos, elevando o total para 3.881.713.[27]
- A Malásia registrou 1.358 novos casos, elevando o número total para 4.514.989. Há 1.620 recuperações, elevando o número total de recuperações para 4.514.989. Há duas mortes, elevando o número de mortos para 35.688.[28]
- A Nova Zelândia registrou 4.450 novos casos, elevando o número total para 1.146.889. Existem 4.893 recuperações, elevando o número total de recuperações para 1.146.889. Há sete mortes, elevando o número de mortos para 1.229. Existem 47.965 casos ativos (530 na fronteira e 47.435 na comunidade).[29]
- A Coreia do Norte registrou 73.790 novos casos, ultrapassando 4 milhões de casos relativos, elevando o número total para 4.070.480. O número de mortos é de 71.[30]
- Singapura registrou 2.256 novos casos, elevando o número total para 1.318.984. Uma nova morte foi relatada, elevando o número de mortos para 1.393.[31]
- O ator indiano Shah Rukh Khan e a atriz britânica Katrina Kaif testaram positivo para o COVID-19.[32]

### 6 de junho
- O Canadá registrou 1.871 novos casos, elevando o total para 3.883.584.[33]
- A Malásia registrou 1.330 novos casos, elevando o número total para 4.516.319. São 1.881 recuperações, elevando o número total de recuperações para 4.458.999. Há duas mortes, elevando o número de mortos para 35.690.[34]
- A Coreia do Norte registrou 66.680 novos casos, elevando o número total para 4.137.160. O número de mortos é de 71.[35]
- Singapura registrou 2.162 novos casos, elevando o número total para 1.321.146.[36]
- O secretário de Transportes dos Estados Unidos, Pete Buttigieg, testou positivo para a COVID-19.[37]

### 7 de junho
- O Canadá registrou 2.332 novos casos, elevando o total para 3.885.916.[38]
- A Malásia registrou 1.128 novos casos, elevando o número total para 4.517.447. Existem 1.547 recuperações, elevando o número total de recuperações para 4.460.546. Há nove mortes, elevando o número de mortos para 35.699.[39]
- A Nova Zelândia registrou 5.831 novos casos, elevando o número total para 1.206.411. São 8.526 recuperações, elevando o número total de recuperações para 1.161.314. Há oito mortes, elevando o número de mortos para 1.243. Há 43.903 casos ativos (505 na fronteira e 43.398 na comunidade).[40]
- A Coreia do Norte registrou 61.730 novos casos, elevando o número total para 4.198.890. O número de mortos é de 71.[41]
- Singapura registrou 4.477 novos casos, elevando o número total para 1.325.623. Uma nova morte foi relatada, elevando o número de mortos para 1.394.[42]
- A ministra das Relações Exteriores da Alemanha, Annalena Baerbock, testou positivo para a COVID-19.[43]

### 8 de junho
Relatório Semanal da OMS:
- O Canadá registrou 2.215 novos casos, elevando o total para 3.888.131.[45]
- A Malásia registrou 1.518 novos casos, elevando o número total para 4.518.965. São 1.125 recuperações, elevando o número total de recuperações para 4.461.671. Há seis mortes, elevando o número de mortos para 35.705.[46]
- A Nova Zelândia registrou 7.120 novos casos, elevando o número total para 1.213.546. Há 8.297 recuperações, elevando o número total de recuperações para 1.169.611. 22 mortes foram relatadas, elevando o número de mortos para 1.267. Há 42.719 casos ativos (486 na fronteira e 42.233 na comunidade).[47]
- A Coreia do Norte registrou 54.620 novos casos, elevando o número total para 4.253.510. O número de mortos é de 71.[48]
- Singapura registrou 3.602 novos casos, elevando o número total para 1.329.225.[49]
- Taiwan registrou 80.223 novos casos diários, elevando o número total para 2.620.941.[50]

### 9 de junho
- O Canadá registrou 3.900 novos casos, elevando o número total para 3.893.683.[51]
- Japão ultrapassa 9 milhões de casos de COVID-19.[52]
- A Malásia registrou 1.887 novos casos, elevando o número total para 4.520.852. Há 1.399 recuperações, elevando o número total de recuperações para 4.463.070. Há três mortes, elevando o número de mortos para 35.708.[53]
- A Nova Zelândia registrou 8.023 novos casos, elevando o número total para 1.221.724. Existem 7.988 recuperações, elevando o número total de recuperações para 1.177.599. Há 24 mortes, elevando o número de mortos para 1.294. Há 42.885 casos ativos (487 na fronteira e 42.398 na comunidade).[54]
- A Coreia do Norte registrou 50.870 novos casos, elevando o número total para 4.304.380. O número de mortos é de 71.[55]
- Singapura registrou 3.431 novos casos, elevando o número total para 1.332.656. Duas novas mortes foram relatadas, elevando o número de mortos para 1.396.[56]

### 10 de junho
- O Canadá registrou 1.557 novos casos, elevando o número total para 3.895.966.[57]
- A Malásia registrou 2.166 novos casos, elevando o número total para 4.523.018. Existem 1.488 recuperações, elevando o número total de recuperações para 4.464.558. Houve uma morte, elevando o número de mortos para 35.709.[58]
- A Nova Zelândia registrou 6.383 novos casos, elevando o número total para 1.228.187. Existem 6.323 recuperações, elevando o número total de recuperações para 1.183.922. Há sete mortes, elevando o número de mortos para 1.303. Há 43.018 casos ativos (507 na fronteira e 42.511 na comunidade).[59]
- A Coreia do Norte registrou 45.540 novos casos, elevando o número total para 4.349.920. O número de mortos é de 71.[60]
- Singapura registrou 2.969 novos casos, elevando o número total para 1.335.625.[61]
- Os Estados Unidos da América ultrapassam 87 milhões de casos.

### 11 de junho
- O Canadá registrou 825 novos casos, elevando o número total para 3.896.791.[62]
- A Malásia registrou 1.709 novos casos, elevando o número total para 4.524.727. Há 1.746 recuperações, elevando o número total de recuperações para 4.466.304. Há duas mortes, elevando o número de mortos para 35.711.[63]
- A Nova Zelândia registrou 5.202 casos, elevando o número total para 1.233.450. Existem 6.390 recuperações, elevando o número total de recuperações para 1.190.312. Há sete mortes, elevando o número de mortos para 1.311. Há 41.884 casos ativos (496 na fronteira e 41.388 na comunidade).[64]
- A Coreia do Norte registrou 42.810 novos casos, elevando o número total para 4.392.730. O número de mortos é de 71.[65]
- Singapura registrou 3.128 novos casos, elevando o número total para 1.338.753. Uma nova morte foi relatada, elevando o número de mortos para 1.397.[66]

### 12 de junho
- O Canadá registrou 659 novos casos, elevando o número total para 3.897.450.[67]
- A Malásia registrou 1.571 novos casos, elevando o número total para 4.526.298. Há 1.887 recuperações, elevando o número total de recuperações para 4.468.191. Houve uma morte, elevando o número de mortos para 35.712.[68]
- A Nova Zelândia registrou 4.474 novos casos, elevando o número total para 1.237.979. Há 4.472 recuperações, elevando o número total de recuperações para 1.194.784. Há sete mortes, elevando o número de mortos para 1.320. Há 41.934 casos ativos (518 na fronteira e 41.416 na comunidade).[69]
- A Coreia do Norte registrou 40.070 novos casos, elevando o número total para 4.432.800. Outra morte foi confirmada mais tarde, elevando o número de mortos para 72.[70]
- Singapura registrou 2.503 novos casos, elevando o número total para 1.341.256.[71]

### 13 de junho
- O Canadá registrou 2.043 novos casos, elevando o número total para 3.899.493.[72]
- A Malásia registrou 2.092 novos casos, elevando o número total para 4.528.390. Há 1.876 recuperações, elevando o número total de recuperações para 4.470.067. Há quatro mortes, elevando o número de mortos para 35.716.[73]
- A Nova Zelândia registrou 4.481 novos casos, elevando o número total para 1.242.497. Existem 4.482 recuperações, elevando o número total de recuperações para 1.199.266. Há seis mortes, elevando o número de mortos para 1.325. Existem 41.964 casos ativos (531 na fronteira e 41.433 na comunidade).[74]
- A Coreia do Norte registrou 36.720 novos casos, elevando o número total para 4.469.520. O número de mortos é de 72.[75]
- Singapura registrou 2.389 novos casos, elevando o número total para 1.343.645. Uma nova morte foi relatada, elevando o número de mortos para 1.398.[76]
- O ator australiano Hugh Jackman testou positivo para a COVID-19 pela segunda vez, apenas um dia após o Tony Awards de 2022.[77]
- O primeiro-ministro do Canadá, Justin Trudeau, testou positivo para a COVID-19 pela segunda vez.[78]
- O cantor inglês Mick Jagger, dos Rolling Stones, testou positivo para a COVID-19. Como resultado, a banda adiou seu show em Amsterdã.[79]

### 14 de junho
- Canada has reported 2,281 new cases, bringing the total number to 3,901,788.[80]
- Malaysia has reported 1,922 new cases, bringing the total number to 4,530,312. There are 1,564 recoveries, bringing the total number of recoveries to 4,471,631. There are four deaths, bringing the death toll to 35,720.[81]
- New Zealand has reported 6,215 new cases, bringing the total number to 1,248,852. There are 5,878 recoveries, bringing the total number of recoveries to 1,205,144. There are 19 deaths, bringing the death toll to 1,348. There are 42,422 active cases (559 at the border and 41,863 in the community).[82]
- North Korea has reported 32,810 new cases, bringing the total number to 4,502,330. The death toll stands at 72.[83]
- Singapore has reported 5,130 new cases, bringing the total number to 1,348,775. Three new deaths were reported, bringing the death toll to 1,401.[84]
- Taiwan has reported 66,189 new daily cases and surpassed 3 million total cases, bringing the total number to 3,003,501.[85]

### 15 de junho
Relatório Semanal da OMS:
- O Canadá registrou 3.526 novos casos, elevando o número total para 3.905.314.[87]
- Alemanha ultrapassa 27 milhões de casos de COVID-19. [88]
- A Malásia registrou 2.320 novos casos, elevando o número total para 4.532.632. Existem 1.390 recuperações, elevando o número total de recuperações para 4.473.021. Há 5 mortes, elevando o número de mortos para 35.725.[89]
- A Nova Zelândia registrou 5.624 novos casos, elevando o número total para 1.254.560. Há 7.196 recuperações, elevando o número total de recuperações para 1.248.298. Há nove mortes, elevando o número de mortos para 1.359. Existem 40.925 casos ativos (560 na fronteira e 40.365 na comunidade).[90]
- A Coreia do Norte registrou 29.910 novos casos, elevando o número total para 4.532.240. O número de mortos é de 72.[91]
- Singapura registrou 3.906 novos casos, elevando o número total para 1.352.681.[92]
- O conselheiro médico-chefe do presidente dos Estados Unidos, Anthony Fauci, testou positivo para a COVID-19.[93]

### 16 de junho
- O Canadá registrou 4.115 novos casos, elevando o número total para 3.909.429.[94]
- França ultrapassa 30 milhões de casos de COVID-19.
- A Malásia registrou 2.033 novos casos, elevando o número total para 4.534.665. Existem 1.337 recuperações, elevando o número total de recuperações para 4.474.358. Há cinco mortes, elevando o número de mortos para 35.730.[95]
- A Nova Zelândia registrou 5.542 novos casos, elevando o número total para 1.260.441. Há 8.085 recuperações, elevando o número total de recuperações para 1.220.425. Há 13 mortes, elevando o número de mortos para 1.374. Há 38.708 casos ativos (570 na fronteira e 38.138 na comunidade).[96]
- A Coreia do Norte registrou 26.020 novos casos, elevando o número total para 4.558.260. Outra morte foi confirmada mais tarde, elevando o número de mortos para 73.[97]
- Portugal ultrapassa os 5 milhões de casos de COVID-19.[98]
- Singapura registrou 4.014 novos casos, elevando o número total para 1.356.695.[99]
- O primeiro-ministro de São Vicente e Granadinas, Ralph Gonsalves, testou positivo para a COVID-19 e perderá a reunião de chefes de governo da Commonwealth de 2022 .[100]

### 17 de junho
- O Canadá registrou 782 novos casos, elevando o número total para 3.910.211.[101]
- A Malásia registrou 2.130 novos casos, elevando o número total para 4.536.795. Existem 1.080 recuperações, elevando o número total de recuperações para 4.475.438. Houve uma morte, elevando o número de mortos para 35.371.[102]
- A Nova Zelândia registrou 4.933 novos casos, elevando o número total para 1.265.455. São 6.453 recuperações, elevando o número total de recuperações para 1.226.878. Há sete mortes, elevando o número de mortos para 1.390. Há 37.262 casos ativos (550 na fronteira e 36.712 na comunidade).[103]
- A Coreia do Norte registrou 23.160 novos casos, elevando o número total para 4.581.420. O número de mortos é de 73.[104]
- Singapura registrou 4.085 novos casos, elevando o número total para 1.360.780. Uma nova morte foi relatada, elevando o número de mortos para 1.402.[105]
- Taiwan relatou 17 novos casos das subvariantes Omicron BA.4 e BA.5.[106]

### 18 de junho
- A Malásia registrou 2.127 novos casos, elevando o número total para 4.538.922. São 1.390 recuperações, elevando o número total de recuperações para 4.476.828. Houve uma morte, elevando o número de mortos para 35.732.[107]
- A Nova Zelândia registrou 4.454 novos casos, elevando o número total para 1.270.039. Existem 5.248 recuperações, elevando o número total de recuperações para 1.232.126. Há nove mortes, elevando o número de mortos para 1.401. Há 36.589 casos ativos (528 na fronteira e 36.061 na comunidade).[108]
- A Coreia do Norte registrou 20.370 novos casos, elevando o número total para 4.601.790. O número de mortos é de 73.[109]
- Singapura registrou 3.782 novos casos, elevando o número total para 1.364.562.[110]

### 19 de junho
- A Malásia registrou 1.690 novos casos, elevando o número total para 4.540.612. Há 2.108 recuperações, elevando o número total de recuperações para 4.478.936. O número de mortos continua a ser 35.732.[111]
- A Nova Zelândia registrou 3.277 novos casos, elevando o número total para 1.273.389. Há 4.516 recuperações, elevando o número total de recuperações para 1.236.642. Há cinco mortes, elevando o número de mortos para 1.406. Há 35.418 casos ativos (496 na fronteira e 34.922 na comunidade).[112]
- A Coreia do Norte registrou 19.320 novos casos, elevando o número total para 4.621.110. O número de mortos é de 73.[113]
- Singapura registrou 3.199 novos casos, elevando o número total para 1.367.761. Uma nova morte foi relatada, elevando o número de mortos para 1.403.[114]
- O vice-primeiro-ministro de Singapura, Heng Swee Keat, testou positivo para a COVID-19 durante as férias em Berlim.[115]

### 20 de junho
- O Canadá registrou 2.808 novos casos, elevando o número total para 3.913.019.[116]
- A Malásia registrou 2.093 novos casos, elevando o número total para 4.542.705. Há 2.082 recuperações, elevando o número total de recuperações para 4.481.018. Há três mortes, elevando o número de mortos para 35.735.[117]
- A Nova Zelândia registrou 4.077 novos casos, elevando o número total para 1.277.568. Existem 4.549 recuperações, elevando o número total de recuperações para 1.241.191. Há nove mortes, elevando o número de mortos para 1.415. Existem 35.040 casos ativos (486 na fronteira e 34.554 || na comunidade).[118]
- A Coreia do Norte registrou 18.820 novos casos, elevando o número total para 4.639.930. O número de mortos é de 73.[119]
- Singapura registrou 3.220 novos casos, elevando o número total para 1.370.981. Duas novas mortes foram relatadas, elevando o número de mortos para 1.405.[120]
- Os Estados Unidos da América ultrapassam 88 milhões de casos. [121]
- O governador da Carolina do Norte, Roy Cooper, testou positivo para a COVID-19.[122]
- A primeira-ministra de Barbados, Mia Mottley, testou positivo para a COVID-19.[123]

### 21 de junho
- O Canadá registrou 1.890 novos casos, elevando o número total para 3.914.909.[124]
- Dinamarca ultrapassa 3 milhões de casos de COVID-19.
- A Malásia registrou 1.921 novos casos, elevando o número total para 4.544.626. Há 1.716 recuperações, elevando o número total de recuperações para 4.482.734. Há duas mortes, elevando o número de mortos para 35.737.[125]
- A Nova Zelândia registrou 5.695 novos casos, elevando o número total para 1.283.444. Há 6.312 recuperações, elevando o número total de recuperações para 1.247.503. Há 13 mortes, elevando o número de mortos para 1.432. Existem 34.591 casos ativos (467 na fronteira e 34.124 na comunidade)[126]
- A Coreia do Norte registrou 17.260 novos casos, elevando o número total para 4.657.190. O número de mortos é de 73.[127]
- Singapura registrou 7.109 novos casos, elevando o número total para 1.378.090. O aumento em novos casos é impulsionado por um aumento das subvariantes Omicron BA.4 e BA.5.[128] O número de mortos permanece em 1.405.[129]
- O jogador de críquete internacional indiano Ravichandran Ashwin testou positivo para a COVID-19 e perdeu seu voo para a Inglaterra.[130]

### 22 de junho
Relatório Semanal da OMS:
- O Canadá registrou 3.317 novos casos, elevando o número total para 3.918.226.[132]
- Itália ultrapassa 18 milhões de casos de COVID-19.
- A Malásia registrou 2.425 novos casos, elevando o número total para 4.547.051. São 1.550 recuperações, elevando o número total de recuperações para 4.484.284. Há quatro mortes, elevando o número de mortos para 35.741.[133]
- A Nova Zelândia registrou 5.577 novos casos, elevando o número total para 1.289.128. Há 5.692 recuperações, elevando o número total de recuperações para 1.253.195. Há 18 mortes, elevando o número de mortos para 1.450. Existem 34.565 casos ativos (474 na fronteira e 34.091 na comunidade).[134]
- A Coreia do Norte registrou 15.260 novos casos, elevando o número total para 4.672.450. O número de mortos é de 73.[135]
- Singapura registrou 5.862 novos casos, elevando o número total para 1.383.952.[136]
- O cantor e compositor americano Chris Stapleton testou positivo para a COVID-19 e adiou vários shows.[137]

### 23 de junho
- Brasil ultrapassa 32 milhões de casos de COVID-19.
- O Canadá registrou 8.387 novos casos, elevando o número total para 3.926.613.[138]
- A Malásia registrou 2.796 novos casos, elevando o número total para 4.549.847. São 2.503 recuperações, elevando o número total de recuperações para 4.486.787. Houve uma morte, elevando o número de mortos para 35.742.[139]
- A Nova Zelândia registrou 5.391 novos casos, elevando o número total para 1.294.657. Existem 5.898 recuperações, elevando o número total de recuperações para 1.259.093. Há 12 mortes, elevando o número de mortos para 1.431. Há 34.184 casos ativos (485 na fronteira e 33.699 na comunidade).[140]
- A Coreia do Norte registrou 13.110 novos casos, elevando o número total para 4.685.560. O número de mortos é de 73.[141]
- Singapura registrou 6.606 novos casos, elevando o número total para 1.390.558. Três novas mortes foram relatadas, elevando o número de mortos para 1.408.[142]

### 24 de junho
- A Malásia registrou 2.512 novos casos, elevando o número total para 4.552.359. São 1.580 recuperações, elevando o número total de recuperações para 4.488.367. Há três mortes, elevando o número de mortos para 35.745.[143]
- A Coreia do Norte registrou 11.020 novos casos, elevando o número total para 4.696.580. O número de mortos é de 73.[144]
- Singapura registrou 6.516 novos casos, elevando o número total para 1.397.074.[145]

### 25 de junho
- A Malásia registrou 2.302 novos casos, elevando o número total para 4.554.661. Há 2.539 recuperações, elevando o número total de recuperações para 4.490.906. O número de mortos permanece 35.745.[146]
- A Nova Zelândia registrou 3.922 novos casos, elevando o número total para 1.303.779. Existem 4.543 recuperações, elevando o número total de recuperações para 1.268.645. Há nove mortes, elevando o número de mortos para 1.455. Há 33.730 casos ativos (593 na fronteira e 33.137 na comunidade).[147]
- A Coreia do Norte registrou 9.610 novos casos, elevando o número total para 4.706.190. O número de mortos é de 73.[148]
- Singapura registrou 6.168 novos casos, elevando o número total para 1.403.242.[149]

### 26 de junho
- Austrália ultrapassa 8 milhões de casos de COVID-19. [150]
- A Índia registrou 11.739 novos casos diários, elevando o número total para 43.389.973. Há 25 mortes, elevando o número de mortos para 529.999. [150]
- A Malásia registrou 2.003 novos casos, elevando o número total para 4.556.664. Existem 1.861 recuperações, elevando o número total de recuperações para 4.492.767. Houve uma morte, elevando o número de mortos para 35.746.[151]
- A Nova Zelândia registrou 1.261 novos casos, elevando o número total para 1.308.387. São 3.341 recuperações, elevando o número total de recuperações para 1.271.986. Há seis mortes, elevando o número de mortos para 1.461. Há 34.991 casos ativos (634 na fronteira e 34.357 na comunidade).[152]
- A Coreia do Norte registrou 8.930 novos casos, elevando o número total para 4.715.120. O número de mortos é de 73.[153]
- Singapura registrou 5.116 novos casos, elevando o número total para 1.408.358.[154]
- O jogador de críquete indiano Rohit Sharma testou positivo para a COVID-19.[155]

### 27 de junho
- O Canadá registrou 3.486 novos casos, elevando o número total para 3.930.099.[156]
- A Malásia registrou 1.894 novos casos, elevando o número total para 4.558.558. Existem 1.944 recuperações, elevando o número total de recuperações para 4.494.711. Há oito mortes, elevando o número de mortos para 35.754.[157]
- A Nova Zelândia registrou 5.644 novos casos, elevando o número total para 1.314.145. Existem 4.169 recuperações, elevando o número total de recuperações para 1.276.155. Há 11 mortes, elevando o número de mortos para 1.472. Há 36.569 casos ativos (669 na fronteira e 35.900 na comunidade).[158]
- A Coreia do Norte registrou 7.310 novos casos, elevando o número total para 4.722.430. O número de mortos é de 73.[159]
- Singapura registrou 5.309 novos casos, elevando o número total para 1.413.667. Uma nova morte foi relatada, elevando o número de mortos para 1.409.[160]
- David Havili e Jack Goodhue, ambos zagueiros da equipe nacional de rugby da Nova Zelândia (All Blacks), com o técnico Ian Foster, o assistente técnico John Plumtree foram testados positivos para COVID-19, de acordo com o relatório confirmado do All Blacks rugby union.

### 28 de junho
- O Canadá registrou 2.579 novos casos, elevando o número total para 3.932.678.[161]
- Alemanha ultrapassa 28 milhões de casos de COVID-19. [162]
- A Malásia registrou 2.025 novos casos, elevando o número total para 4.560.583. Existem 2.367 recuperações, elevando o número total de recuperações para 4.497.078. Há quatro mortes, elevando o número de mortos para 35.758.[163]
- A Nova Zelândia registrou 8.122 novos casos, elevando o número total para 1.322.476. Há 5.847 recuperações, elevando o número total de recuperações para 1.282.002. Há 16 mortes, elevando o número de mortos para 1.488. Há 39.037 casos ativos (322 na fronteira e 38.715 na comunidade).[164]
- A Coreia do Norte registrou 6.710 novos casos, elevando o número total para 4.729.140. O número de mortos é de 73.[165]
- Singapura registrou 11.504 novos casos, elevando o número total para 1.425.171. Uma nova morte foi relatada, elevando o número de mortos para 1.410.[166]
- Os Estados Unidos da América ultrapassam 89 milhões de casos, já que a Califórnia se torna o primeiro estado a superar 10 milhões de casos. [162]
- O número total de casos no mundo ultrapassou 550 milhões, segundo a Universidade Johns Hopkins.

### 29 de junho
Relatório Semanal da OMS:
- O Canadá registrou 2.931 novos casos, elevando o número total para 3.935.609.[168]
- A Malásia registrou 2.605 novos casos, elevando o número total para 4.563.188. 1.633 recuperações foram relatadas, elevando o número total de recuperações para 4.498.711. Cinco mortes foram relatadas, elevando o número de mortos para 35.763. Existem 28.714 casos ativos (40 em terapia intensiva e 24 em suporte ventilatório).[169]
- A Nova Zelândia registrou 7.929 novos casos, elevando o número total para 1.330.538. 5.732 recuperações foram relatadas, elevando o número total de recuperações para 1.287.734. Há 12 mortes, elevando o número de mortos para 1.503. Existem 41.355 casos ativos (715 na fronteira e 40.640 na comunidade).[170]
- A Coreia do Norte registrou 5.980 novos casos, elevando o número total para 4.735.120. O número de mortos é de 73.[171]
- Singapura registrou 9.392 novos casos, elevando o número total para 1.434.563. Uma nova morte foi relatada, elevando o número de mortos para 1.411.[172]
- O jogador de críquete indiano Rohit Sharma testou positivo para a COVID-19 pela segunda vez e foi descartado do Teste Edgbaston contra o time de críquete da Inglaterra.[173]
- O primeiro caso de transmissão de gato para humano foi identificado por cientistas na Tailândia.[174]

### 30 de junho
- O Canadá registrou 10.478 novos casos, elevando o número total para 3.946.087.[175]
- A Malásia registrou 2.867 novos casos, elevando o número total para 4.566.055. Existem 2.145 recuperações, elevando o número total de recuperações para 4.500.856. Há duas mortes, elevando o número de mortos para 35.765.[176]
- A França ultrapassa 31 milhões de casos de COVID-19.
- O México ultrapassa 6 milhões de casos de COVID-19.[177]
- A Nova Zelândia registrou 7.629 novos casos, elevando o número total para 1.338.501. Existem 5.553 recuperações, elevando o número total de recuperações para 1.293.267. Há 17 mortes, elevando o número de mortos para 1.522. Há 43.768 casos ativos (986 na fronteira e 42.782 na comunidade).[178]
- A Coreia do Norte registrou 4.740 novos casos, elevando o número total para 4.739.860. O número de mortos é de 73.[179]
- Singapura registrou 9.505 novos casos, elevando o número total para 1.444.068. Duas novas mortes foram relatadas, elevando o número de mortos para 1.413.[180]